# Leichtathletik-Europacup 2006
| 27. Leichtathletik-Europacup                          | 27. Leichtathletik-Europacup | 27. Leichtathletik-Europacup | 27. Leichtathletik-Europacup | 27. Leichtathletik-Europacup | 27. Leichtathletik-Europacup |
| ----------------------------------------------------- | ---------------------------- | ---------------------------- | ---------------------------- | ---------------------------- | ---------------------------- |
|                                                       |                              |                              |                              |                              |                              |
| Resultate Superliga (Endstand nach 40 Entscheidungen) |                              |                              |                              |                              |                              |
| Málaga Estadio de Atletismo – 28./29. Juni 2006       |                              |                              |                              |                              |                              |
| Frauen                                                | Frauen                       | Frauen                       | Männer                       | Männer                       | Männer                       |
| Platz                                                 | Land                         | Punkte                       | Platz                        | Land                         | Punkte                       |
| 1                                                     | Russland                     | 155,0                        | 1                            | Frankreich                   | 118,0                        |
| 2                                                     | Polen                        | 115,5                        | 2                            | Russland                     | 116,0                        |
| 3                                                     | Ukraine                      | 099,0                        | 3                            | Großbritannien               | 109,0                        |
| 4                                                     | Frankreich                   | 098,0                        | 4                            | Polen                        | 107,0                        |
| 5                                                     | Deutschland                  | 093,0                        | 5                            | Ukraine                      | 103,0                        |
| 6                                                     | Spanien                      | 090,0                        | 6                            | Spanien                      | 099,5                        |
| 7                                                     | Großbritannien               | 085,0                        | 7                            | Italien                      | 093,0                        |
| 8                                                     | Schweden                     | 081,0                        | 8                            | Deutschland                  | 086,5                        |
| 9                                                     | Rumänien                     | 076,5                        | 9                            | Finnland                     | 065,0                        |
| ← Florenz 2005                                        | ← Florenz 2005               | ← Florenz 2005               | München 2007 →               | München 2007 →               | München 2007 →               |
|  abgestiegen in die 1. Liga des nächsten Europacups   |                              |                              |                              |                              |                              |

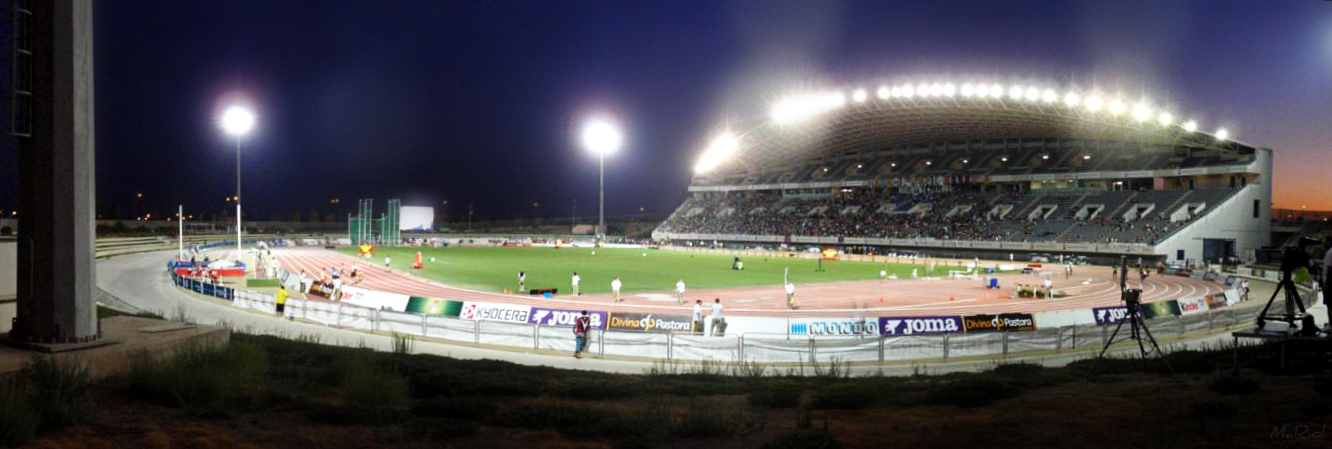
Das Leichtathletikstadion von Málaga – hier im Jahr 2011

Das 27. Leichtathletik-Europacup-Superliga-Finale fand am 28. und 29. Juni 2006 im Leichtathletikstadion von Málaga (Spanien) statt und umfasste vierzig Disziplinen (20 Männer, 20 Frauen).

## Modus
Auch die diesjährige Austragung fand nach den im Europacup 1983 erstmals gültigen Regeln statt. Das höchste Niveau des Cups wurde als Superliga bezeichnet. Die einen Rang unter der Superliga platzierten Nationen trugen ihre Wettbewerbe in der 1. Liga aus, die in zwei Gruppen unterteilt war. Die 2. Liga war wie schon in den Vorjahren ebenfalls in zwei Gruppen aufgeteilt.
Die Wettbewerbe der Superliga wurden am Mittwoch, 28. und Donnerstag, 29. Juni ausgetragen, also zum ersten Mal nicht an einem Wochenende. Mit dieser Terminansetzung wollten die Organisatoren Überschneidungen mit den Spielen der im Juni 2006 ausgetragenen Fußball-Weltmeisterschaft vermeiden. In den beiden anderen Ligen fanden die Wettkämpfe am Samstag, 17. und Sonntag, 18. Juni statt. Das seit 1983 praktizierte System mit Auf- und Absteigern entschied auch weiterhin über die Ligeneinteilungen des nächsten Cups – hier für 2007.
Ab 1994 war der vorher praktizierte Austragungsturnus von zwei Jahren auf ein Jahr verkürzt worden. Dadurch war der Europacup in keinem Jahr mehr der internationale Jahreshöhepunkt. In den ungeraden Jahren wurden Weltmeisterschaften, in den geraden Jahren Europameisterschaften oder Olympische Spiele ausgetragen. Dies führte im Lauf der kommenden Jahre zu einer Abwertung des Cups.
Auch die zur Straffung der Veranstaltung 1997 eingeführte Praxis in den vertikalen Sprungwettbewerben, im Kugelstoßen sowie den Wurfdisziplinen wurde beibehalten. Dort standen den Athleten nicht wie üblich sechs, sondern nur vier Versuche zur Verfügung.

## Der Leichtathletik-Europacup 2006
Im Wettbewerbskatalog gab es keine Erweiterungen oder Veränderungen.
Seit 1996 sponserte die Handelskette Spar (Eigenschreibweise: SPAR) den Europacup und blieb der Veranstaltung bis zuletzt erhalten. Dies hatte auch zur Umbenennung in SPAR-Europacup geführt.
Statt wie üblich mit acht wurde der Cup in diesem Jahr mit neun Teams durchgeführt. Doch da im kommenden Jahr wieder eine Reduzierung auf acht Mannschaften geplant war, gab es bei zwei Aufsteigern aus der 1. Liga diesmal jeweils drei Absteiger.
Im Frauenwettbewerb erzielte Russland mit 155 Punkten den höchsten Gesamtwert aller Zeiten und schlug Polen um 43,5 Punkte. Die Zeit der Sowjetunion mit einberechnet gewannen die Russinnen den Cup nun zum insgesamt fünfzehnten Mal und zum zehnten Mal in Folge. Allerdings riss diese Serie beim Europacup des kommenden Jahres. Die Athletinnen aus Großbritannien, Schweden und Rumänien standen am Ende als Absteigerinnen fest.
Frankreichs Männer wiederholten ihren Triumph von 2003 besonders auch dank Marc Raquil, der als erster Athlet viermal das Rennen über 400 Meter gewann und darüber hinaus der französischen 4-mal-400-Meter-Staffel als Schlussläufer den Sieg sicherte. Damit lag Frankreich in der Endabrechnung vier Punkte vor Russland. Eigentlich landete Deutschland als Vorletzter auf einem Abstiegsplatz. Doch da der nachfolgende Europacup in München stattfinden und die deutsche Mannschaft als Ausrichter mit dabei sein sollte, blieb den deutschen Männern der Abstieg erspart. Stattdessen mussten neben Italien auf Rang sechs und Finnland auf Rang acht die sechstplatzierten Spanier den Gang in die 1. Liga antreten.
Die französische Kugelstoßerin Laurence Manfrédi war die dritte Athletin, die zum zwölften Mal am Cup teilnahm.

## Deutsche Mannschaft
Das Team des Deutschen Leichtathletik-Verbandes (DLV) setzte sich aus 49 Athleten (24 Frauen und 25 Männer) zusammen.

## Länderwertungen 2.Liga
Die 2. Liga der Männer und Frauen wurde am 17./18. Juni in zwei Gruppen ausgetragen. Die Wettbewerbe der Gruppe 1 fanden in Banská Bystrica, Slowakei, statt, die der Gruppe 2 in Novi Sad, Serbien. Aus den beiden Gruppen qualifizierten sich die jeweils ersten beiden Teams für die Teilnahme an den beiden Gruppen der 1. Liga des nächsten Europacups.
| Länderwertungen 2. Liga Gruppe 1 in Banská Bystrica am 17./18. Juni | Länderwertungen 2. Liga Gruppe 1 in Banská Bystrica am 17./18. Juni | Länderwertungen 2. Liga Gruppe 1 in Banská Bystrica am 17./18. Juni | Länderwertungen 2. Liga Gruppe 1 in Banská Bystrica am 17./18. Juni | Länderwertungen 2. Liga Gruppe 1 in Banská Bystrica am 17./18. Juni | Länderwertungen 2. Liga Gruppe 1 in Banská Bystrica am 17./18. Juni |
|                                                                     | Frauen                                                              | Frauen                                                              |                                                                     | Männer                                                              | Männer                                                              |
| Platz                                                               | Land                                                                | Punkte                                                              |                                                                     | Land                                                                | Punkte                                                              |
| ------------------------------------------------------------------- | ------------------------------------------------------------------- | ------------------------------------------------------------------- | ------------------------------------------------------------------- | ------------------------------------------------------------------- | ------------------------------------------------------------------- |
| 1                                                                   | Norwegen                                                            | 124,0                                                               |                                                                     | Slowakei                                                            | 129,5                                                               |
| 2                                                                   | Slowakei                                                            | 120,0                                                               |                                                                     | Irland                                                              | 109,0                                                               |
| 3                                                                   | Kroatien                                                            | 117,0                                                               |                                                                     | Israel                                                              | 108,0                                                               |
| 4                                                                   | Israel                                                              | 088,0                                                               |                                                                     | Slowakei                                                            | 108,0                                                               |
| 5                                                                   | Dänemark                                                            | 087,0                                                               |                                                                     | Lettland                                                            | 080,0                                                               |
| 6                                                                   | Moldau                                                              | 086,5                                                               |                                                                     | Moldau                                                              | 075,5                                                               |
| 7                                                                   | Island                                                              | 068,5                                                               |                                                                     | Island                                                              | 067,0                                                               |
| 8                                                                   | Andorra                                                             | 026,0                                                               |                                                                     | Andorra                                                             | 040,0                                                               |

 qualifiziert für die 1. Liga des nächsten Europacups
| Länderwertungen 2. Liga Gruppe 2 in Novi Sad am 17./18. Juni | Länderwertungen 2. Liga Gruppe 2 in Novi Sad am 17./18. Juni | Länderwertungen 2. Liga Gruppe 2 in Novi Sad am 17./18. Juni | Länderwertungen 2. Liga Gruppe 2 in Novi Sad am 17./18. Juni | Länderwertungen 2. Liga Gruppe 2 in Novi Sad am 17./18. Juni | Länderwertungen 2. Liga Gruppe 2 in Novi Sad am 17./18. Juni |
|                                                              | Frauen                                                       | Frauen                                                       |                                                              | Männer                                                       | Männer                                                       |
| Platz                                                        | Land                                                         | Punkte                                                       |                                                              | Land                                                         | Punkte                                                       |
| ------------------------------------------------------------ | ------------------------------------------------------------ | ------------------------------------------------------------ | ------------------------------------------------------------ | ------------------------------------------------------------ | ------------------------------------------------------------ |
| 01                                                           | Zypern                                                       | 186,5                                                        | 01                                                           | Serbien und Montenegro                                       | 199                                                          |
| 02                                                           | Serbien und Montenegro                                       | 179,0                                                        | 02                                                           | Bulgarien                                                    | 190                                                          |
| 03                                                           | Österreich                                                   | 176,5                                                        | 03                                                           | Litauen                                                      | 183                                                          |
| 04                                                           | Estland                                                      | 174,0                                                        | 04                                                           | Zypern                                                       | 177                                                          |
| 05                                                           | Bosnien und Herzegowina                                      | 108,5                                                        | 05                                                           | Luxemburg                                                    | 141                                                          |
| 06                                                           | AASSE                                                        | 106,0                                                        | 06                                                           | Aserbaidschan                                                | 130                                                          |
| 07                                                           | Georgien                                                     | 080,5                                                        | 07                                                           | Bosnien und Herzegowina                                      | 128                                                          |
| 08                                                           | Albanien                                                     | 080,0                                                        | 08                                                           | Georgien                                                     | 098                                                          |
| 09                                                           | Armenien                                                     | 079,0                                                        | 09                                                           | Armenien                                                     | 091                                                          |
| 10                                                           | Aserbaidschan                                                | 072,0                                                        | 10                                                           | Albanien                                                     | 087                                                          |
| 11                                                           | Nordmazedonien                                               | 049,0                                                        | 11                                                           | Nordmazedonien                                               | 047                                                          |
|                                                              |                                                              |                                                              | 12                                                           | AASSE                                                        | 043                                                          |

 qualifiziert für die 1. Liga des nächsten Europacups

## Länderwertungen 1.Liga
Die Wettbewerbe in der 1. Liga wurden für Männer und Frauen gemeinsam am 17. und 18. Juni ausgetragen. Die Teams der Gruppe 1 trafen sich in Prag (Tschechien), die Gruppe 2 fand in der griechischen Stadt Thessaloníki statt. Die beiden jeweiligen Gruppenersten qualifizierten sich für die Superliga des kommenden Europacups. In die 2. Liga absteigen mussten die Mannschaften auf den jeweils letzten beiden Plätzen.
| Länderwertungen 1. Liga Gruppe 1 – in Prag am 17./18. Juni | Länderwertungen 1. Liga Gruppe 1 – in Prag am 17./18. Juni | Länderwertungen 1. Liga Gruppe 1 – in Prag am 17./18. Juni | Länderwertungen 1. Liga Gruppe 1 – in Prag am 17./18. Juni | Länderwertungen 1. Liga Gruppe 1 – in Prag am 17./18. Juni | Länderwertungen 1. Liga Gruppe 1 – in Prag am 17./18. Juni |
|                                                            | Frauen                                                     | Frauen                                                     |                                                            | Männer                                                     | Männer                                                     |
| Platz                                                      | Land                                                       | Punkte                                                     |                                                            | Land                                                       | Punkte                                                     |
| ---------------------------------------------------------- | ---------------------------------------------------------- | ---------------------------------------------------------- | ---------------------------------------------------------- | ---------------------------------------------------------- | ---------------------------------------------------------- |
| 1                                                          | Belarus                                                    | 126,5                                                      |                                                            | Belgien                                                    | 120                                                        |
| 2                                                          | Italien                                                    | 115,0                                                      |                                                            | Schweden                                                   | 115                                                        |
| 3                                                          | Tschechien                                                 | 102,0                                                      |                                                            | Tschechien                                                 | 104                                                        |
| 4                                                          | Irland                                                     | 086,0                                                      |                                                            | Belarus                                                    | 088                                                        |
| 5                                                          | Finnland                                                   | 082,0                                                      |                                                            | Schweiz                                                    | 079                                                        |
| 6                                                          | Belgien                                                    | 078,0                                                      |                                                            | Estland                                                    | 078                                                        |
| 7                                                          | Schweiz                                                    | 067,0                                                      |                                                            | Norwegen                                                   | 072                                                        |
| 8                                                          | Lettland                                                   | 061,5                                                      |                                                            | Österreich                                                 | 063                                                        |

 qualifiziert für die Superliga des nächsten Europacups

 abgestiegen in die 2. Liga des nächsten Europacups
| Länderwertungen 1. Liga Gruppe 2 – in Thessaloníki am 17./18. Juni | Länderwertungen 1. Liga Gruppe 2 – in Thessaloníki am 17./18. Juni | Länderwertungen 1. Liga Gruppe 2 – in Thessaloníki am 17./18. Juni | Länderwertungen 1. Liga Gruppe 2 – in Thessaloníki am 17./18. Juni | Länderwertungen 1. Liga Gruppe 2 – in Thessaloníki am 17./18. Juni | Länderwertungen 1. Liga Gruppe 2 – in Thessaloníki am 17./18. Juni |
|                                                                    | Frauen                                                             | Frauen                                                             |                                                                    | Männer                                                             | Männer                                                             |
| Platz                                                              | Land                                                               | Punkte                                                             |                                                                    | Land                                                               | Punkte                                                             |
| ------------------------------------------------------------------ | ------------------------------------------------------------------ | ------------------------------------------------------------------ | ------------------------------------------------------------------ | ------------------------------------------------------------------ | ------------------------------------------------------------------ |
| 1                                                                  | Griechenland                                                       | 139                                                                |                                                                    | Griechenland                                                       | 122                                                                |
| 2                                                                  | Bulgarien                                                          | 109                                                                |                                                                    | Niederlande                                                        | 108                                                                |
| 3                                                                  | Niederlande                                                        | 100                                                                |                                                                    | Portugal                                                           | 101                                                                |
| 4                                                                  | Portugal                                                           | 099                                                                |                                                                    | Rumänien                                                           | 102                                                                |
| 5                                                                  | Slowenien                                                          | 085                                                                |                                                                    | Slowenien                                                          | 083                                                                |
| 6                                                                  | Ungarn                                                             | 081                                                                |                                                                    | Ungarn                                                             | 080                                                                |
| 7                                                                  | Türkei                                                             | 067                                                                |                                                                    | Kroatien                                                           | 062                                                                |
| 8                                                                  | Lettland                                                           | 042                                                                |                                                                    | Türkei                                                             | 056                                                                |

 qualifiziert für die Superliga des nächsten Europacups

 abgestiegen in die 2. Liga des nächsten Europacups

## Länderwertungen Superliga
In der Frauenwertung stiegen die Teams auf den letzten drei Plätzen in die 1. Liga des nachfolgenden Europacups ab. Bei den Männern gab es als Absteiger das letztplatzierte Finnland, Italien auf Rang sechs und das siebtplatzierte Spanien. Den deutschen Männern, die als Vorletzter eigentlich hätten absteigen müssen, blieb der Gang in die 1. Liga erspart, da der Europacup des nächsten Jahres in München stattfinden und die deutsche Mannschaft als Ausrichter mit dabei sein sollte.
| Länderwertungen Superliga – in Málaga am 28./29. Juni | Länderwertungen Superliga – in Málaga am 28./29. Juni | Länderwertungen Superliga – in Málaga am 28./29. Juni | Länderwertungen Superliga – in Málaga am 28./29. Juni | Länderwertungen Superliga – in Málaga am 28./29. Juni | Länderwertungen Superliga – in Málaga am 28./29. Juni |
|                                                       | Frauen                                                | Frauen                                                |                                                       | Männer                                                | Männer                                                |
| Platz                                                 | Land                                                  | Punkte                                                |                                                       | Land                                                  | Punkte                                                |
| ----------------------------------------------------- | ----------------------------------------------------- | ----------------------------------------------------- | ----------------------------------------------------- | ----------------------------------------------------- | ----------------------------------------------------- |
| 1                                                     | Russland                                              | 155,0                                                 | 1                                                     | Frankreich                                            | 118,0                                                 |
| 2                                                     | Polen                                                 | 115,5                                                 | 2                                                     | Russland                                              | 116,0                                                 |
| 3                                                     | Ukraine                                               | 099,0                                                 | 3                                                     | Großbritannien                                        | 109,0                                                 |
| 4                                                     | Frankreich                                            | 098,0                                                 | 4                                                     | Polen                                                 | 107,0                                                 |
| 5                                                     | Deutschland                                           | 093,0                                                 | 5                                                     | Ukraine                                               | 103,0                                                 |
| 6                                                     | Spanien                                               | 090,0                                                 | 6                                                     | Spanien                                               | 099,5                                                 |
| 7                                                     | Großbritannien                                        | 085,0                                                 | 7                                                     | Italien                                               | 093,0                                                 |
| 8                                                     | Schweden                                              | 081,0                                                 | 8                                                     | Deutschland                                           | 086,5                                                 |
| 9                                                     | Rumänien                                              | 076,5                                                 | 9                                                     | Finnland                                              | 065,0                                                 |

 abgestiegen in die 1. Liga des nächsten Europacups

## Legende
Kurze Übersicht zur Bedeutung der Symbolik – so üblicherweise auch in sonstigen Veröffentlichungen verwendet:
| DNS | nicht am Start (did not start)        |
| DNF | nicht im Ziel (did not finish)        |
| DSQ | disqualifiziert                       |
| NMH | keine Höhe (No Mark)                  |
| ogV | ohne gültigen Versuch                 |
| x   | ungültig                              |
| o   | Höhe übersprungen                     |
| –   | ausgelassen                           |
| r   | Wettkampf nicht fortgesetzt (retired) |

## Superliga: Resultate der Einzeldisziplinen

### Männer

#### 100 m
| Platz | Athlet                | Land | Zeit (s) |
| ----- | --------------------- | ---- | -------- |
| 1     | Ronald Pognon         | FRA  | 10,13    |
| 2     | Dwain Chambers        | GBR  | 10,19    |
| 3     | Andrei Jepischin      | RUS  | 10,19    |
| 4     | Ángel David Rodríguez | ESP  | 10,24    |
| 5     | Ronny Ostwald         | GER  | 10,29    |
| 6     | Simone Collio         | ITA  | 10,30    |
| 7     | Dariusz Kuć           | POL  | 10,30    |
| 8     | Anatolij Dowhal       | UKR  | 10,32    |
| 9     | Nipa Tran             | FIN  | 10,43    |

Datum: 28. Juni
Wind: +2,6 m/s
Die in diesem Wettbewerb erzielten Zeiten waren aufgrund des um 0,6 m/s über dem zulässigen Wert liegenden Rückenwinds nicht bestenlistenreif.

#### 200 m
| Platz | Athlet                | Land | Zeit (s) |
| ----- | --------------------- | ---- | -------- |
| 1     | Christian Malcolm     | GBR  | 20,29    |
| 2     | Ronald Pognon         | FRA  | 20,37    |
| 3     | Marcin Urbaś          | POL  | 20,55    |
| 4     | Iwan Teplych          | RUS  | 20,85    |
| 5     | Josué Mena            | ESP  | 20,85    |
| 6     | Visa Hongisto         | FIN  | 20,99    |
| 7     | Francesco Scuderi     | ITA  | 21,03    |
| 8     | Dmytro Hluschtschenko | UKR  | 21,12    |
| 9     | Tobias Unger          | GER  | 21,17    |

Datum: 29. Juni
Wind: +1,8 m/s

#### 400 m
| Platz | Athlet               | Land | Zeit (s) |
| ----- | -------------------- | ---- | -------- |
| 1     | Marc Raquil          | FRA  | 45,89    |
| 2     | Wladislaw Frolow     | RUS  | 46,13    |
| 3     | Daniel Dąbrowski     | POL  | 46,37    |
| 4     | Claudio Licciardello | ITA  | 46,43    |
| 5     | Graham Hedman        | GBR  | 46,79    |
| 6     | Sebastian Gatzka     | GER  | 46,83    |
| 7     | Jewhen Sjukow        | UKR  | 47,42    |
| 8     | David Testa          | ESP  | 47,70    |
| 9     | Antti Toivonen       | FIN  | 48,57    |

Datum: 28. Juni

#### 800 m
| Platz | Athlet              | Land | Zeit (min) |
| ----- | ------------------- | ---- | ---------- |
| 1     | Juan de Dios Jurado | ESP  | 1:46,00    |
| 2     | Iwan Heschko        | UKR  | 1:46,24    |
| 3     | Florent Lacasse     | FRA  | 1:46,44    |
| 4     | Dmitri Bogdanow     | RUS  | 1:46,66    |
| 5     | Grzegorz Krzosek    | POL  | 1:47,20    |
| 6     | René Herms          | GER  | 1:47,53    |
| 7     | Richard Hill        | GBR  | 1:47,59    |
| 8     | Andrea Longo        | ITA  | 1:48,29    |
| 9     | Mikka Lahtio        | FIN  | 1:49,19    |

Datum: 29. Juni

#### 1500 m
| Platz | Athlet                      | Land | Zeit (min) |
| ----- | --------------------------- | ---- | ---------- |
| 1     | Iwan Heschko                | UKR  | 3:50,34    |
| 2     | Juan Carlos Higuero         | ESP  | 3:50,85    |
| 3     | Alexander Kriwtschonkow     | RUS  | 3:51,96    |
| 4     | Mirosław Formela            | POL  | 3:52,03    |
| 5     | Stefan Eberhardt            | GER  | 3:52,03    |
| 6     | Andrew Baddeley             | GBR  | 3:52,27    |
| 7     | Christian Obrist            | ITA  | 3:52,52    |
| 8     | Mahiedine Mekhissi-Benabbad | FRA  | 3:53,66    |
| 9     | Jonas Hamm                  | FIN  | 3:57,89    |

Datum: 28. Juni

#### 3000 m
| Platz | Athlet           | Land | Zeit (min) |
| ----- | ---------------- | ---- | ---------- |
| 1     | Sergio Gallardo  | ESP  | 8:27,78    |
| 2     | Mo Farah         | GBR  | 8:27,91    |
| 3     | Driss Maazouzi   | FRA  | 8:28,64    |
| 4     | Jan Fitschen     | GER  | 8:30,12    |
| 5     | Serhij Lebid     | UKR  | 8:30,80    |
| 6     | Sergei Iwanow    | RUS  | 8:31,12    |
| 7     | Yared Shegumo    | POL  | 8:31,61    |
| 8     | Cosimo Caliandro | ITA  | 8:32,35    |
| 9     | Jonas Hamm       | FIN  | 8:36,67    |

Datum: 29. Juni

#### 5000 m
| Platz | Athlet                 | Land | Zeit (min) |
| ----- | ---------------------- | ---- | ---------- |
| 1     | Serhij Lebid           | UKR  | 14:16,83   |
| 2     | Juan Carlos de la Ossa | ESP  | 14:17,65   |
| 3     | Sergei Iwanow          | RUS  | 14:18,14   |
| 4     | Khalid Zoubaa          | FRA  | 14:19,45   |
| 5     | Christopher Thompson   | GBR  | 14:20,26   |
| 6     | Arne Gabius            | GER  | 14:25,33   |
| 7     | Stefano La Rosa        | ITA  | 14:31,76   |
| 8     | Michał Kaczmarek       | POL  | 14:51,61   |
| 9     | Jussi Utriainen        | FIN  | 14:59,92   |

Datum: 28. Juni

#### 110 m Hürden
| Platz | Athlet          | Land | Zeit (s) |
| ----- | --------------- | ---- | -------- |
| 1     | Ladji Doucouré  | FRA  | 13,27    |
| 2     | Andrew Turner   | GBR  | 13,47    |
| 3     | Igor Peremota   | RUS  | 13,50    |
| 4     | Serhiy Demydyuk | UKR  | 13,61    |
| 5     | Thomas Blaschek | GER  | 13,67    |
| 6     | Artur Kohutek   | POL  | 13,84    |
| 7     | Felipe Vivancos | ESP  | 13,88    |
| 8     | Andrea Giaconi  | ITA  | 13,92    |
| 9     | Marko Ritola    | FIN  | 13,95    |

Datum: 29. Juni
Wind: −1,5 m/s

#### 400 m Hürden
| Platz | Athlet                 | Land | Zeit (s) |
| ----- | ---------------------- | ---- | -------- |
| 1     | Naman Keïta            | FRA  | 50,20    |
| 2     | Alexander Derewjagin   | RUS  | 50,35    |
| 3     | Gianni Carabelli       | ITA  | 50,45    |
| 4     | Rhys Williams          | GBR  | 50,61    |
| 5     | Eduardo Iván Rodríguez | ESP  | 51,29    |
| 6     | Ari-Pekka Lattu        | FIN  | 51,83    |
| 7     | Jan Schneider          | GER  | 51,92    |
| 8     | Stanislaw Melnykow     | UKR  | 52,42    |
| 9     | Marek Motyka           | POL  | 52,93    |

Datum: 28. Juni

#### 3000 m Hindernis
| Platz | Athlet                | Land | Zeit (min) |
| ----- | --------------------- | ---- | ---------- |
| 1     | Antonio David Jiménez | ESP  | 8:25,59    |
| 2     | Vincent Le Dauphin    | FRA  | 8:28,77    |
| 3     | Jukka Keskisalo       | FIN  | 8:30,45    |
| 4     | Wadim Slobodenjuk     | UKR  | 8:33,70    |
| 5     | Adam Bowden           | GBR  | 8:34,23    |
| 6     | Filmon Ghirmai        | GER  | 8:35,36    |
| 7     | Andrei Koschewnikow   | RUS  | 8:36,00    |
| 8     | Radosław Popławski    | POL  | 8:37,30    |
| 9     | Yuri Floriani         | ITA  | 8:54,85    |

Datum: 29. Juni

#### 4 × 100 m Staffel
| Platz | Besetzung      | Land                                                                    | Zeit (s) |
| ----- | -------------- | ----------------------------------------------------------------------- | -------- |
| 1     | Polen          | Dariusz Kuć Łukasz Chyła Marcin Jędrusiński Marcin Urbaś                | 39,07    |
| 2     | Italien        | Luca Verdecchia Stefano Anceschi Massimiliano Donati Francesco Scuderi  | 39,31    |
| 3     | Großbritannien | Tim Abeyie Marlon Devonish Christian Malcolm Harry Aikines-Aryeetey     | 39,48    |
| 4     | Russland       | Michail Jegoritschew Iwan Teplych Roman Smirnow Andrei Jepischin        | 39,48    |
| 5     | Ukraine        | Roman Bublyk Kostjantyn Wassjukow Anatolij Dowhal Dmytro Hluschtschenko | 39,53    |
| 6     | Spanien        | Álvaro Aljarilla Ángel David Rodríguez Josué Mena Simón Maestra         | 39,73    |
| 7     | Deutschland    | Marius Broening Tobias Unger Sebastian Ernst Ronny Ostwald              | 40,05    |
| 8     | Finnland       | Timo Salonen Nipa Tran Jarkko Ruostekivi Visa Hongisto                  | 40,30    |
| DSQ   | Frankreich     | Ladij Doucouré David Alerte Manuel Reynaert Dimitri Demonière           |          |

Datum: 28. Juni

#### 4 × 400 m Staffel
| Platz | Besetzung      | Land                                                                    | Zeit (min) |
| ----- | -------------- | ----------------------------------------------------------------------- | ---------- |
| 1     | Frankreich     | Leslie Djhone Brice Panel Naman Keïta Marc Raquil                       | 3:03,59    |
| 2     | Polen          | Rafał Wieruszewski Piotr Klimczak Marcin Marciniszyn Daniel Dąbrowski   | 3:03,86    |
| 3     | Italien        | Andrew Howe Gianni Carabelli Luca Galletti Andrea Barberi               | 3:04,27    |
| 4     | Großbritannien | Robert Tobin Andrew Steele Richard Strachan Graham Hedman               | 3:05,05    |
| 5     | Ukraine        | Oleksiy Rachkovskiy Myhaylo Knysh Andrij Twerdostup Jewhen Sjukow       | 3:05,10    |
| 6     | Deutschland    | Sebastian Gatzka Kamghe Gaba Florian Seitz René Herms                   | 3:06,91    |
| 7     | Spanien        | Eduardo Iván Rodríguez Santiago Ezquerro David Testa Salvador Rodríguez | 3:07,09    |
| 8     | Russland       | Konstantin Swetschkar Dmitri Forschew Alexander Larin Wladislaw Frolow  | 3:08,41    |
| 9     | Finnland       | Ari Kauppinen Antti Toivonen Matti Välimäki Jouni Haatainen             | 3:11,91    |

Datum: 29. Juni

#### Hochsprung
| Platz | Athlet                  | Land | Höhe (m) | Versuchsserie (m) | Versuchsserie (m) | Versuchsserie (m) | Versuchsserie (m) | Versuchsserie (m) | Versuchsserie (m) | Versuchsserie (m) | Versuchsserie (m) | Versuchsserie (m) |
| Platz | Athlet                  | Land | Höhe (m) | 2,10              | 2,15              | 2,20              | 2,25              | 2,27              | 2,29              | 2,31              | 2,33              | 2,35              |
| 1     | Andrei Silnow           | RUS  | 2,31     | –                 | o                 | o                 | o                 | o                 | o                 | xo                | –                 | xxx               |
| 2     | Giulio Ciotti           | ITA  | 2,29     | o                 | o                 | o                 | o                 | xo                | o                 | xx–               | x                 |                   |
| 3     | Germaine Mason          | GBR  | 2,27     | o                 | o                 | o                 | o                 | xxo               | xxx               |                   |                   |                   |
| 4     | Aleksander Waleriańczyk | POL  | 2,27     | o                 | o                 | xxo               | xxo               | xxo               | xx–               | x                 |                   |                   |
| 5     | Oskari Frösén           | FIN  | 2,25     | –                 | o                 | o                 | o                 | xxx               |                   |                   |                   |                   |
| 6     | Oleksandr Nartov        | UKR  | 2,25     | o                 | xxo               | xo                | xo                | xxx               |                   |                   |                   |                   |
| 7     | Eike Onnen              | GER  | 2,20     | o                 | o                 | xxo               | xxx               |                   |                   |                   |                   |                   |
| 7     | Javier Bermejo          | ESP  | 2,20     | o                 | o                 | xxo               | xxx               |                   |                   |                   |                   |                   |
| 9     | Mickaël Hanany          | FRA  | 2,20     | xo                | xo                | xxo               | xxx               |                   |                   |                   |                   |                   |

Datum: 28. Juni

#### Stabhochsprung
| Platz | Athlet                | Land | Höhe (m) | Versuchsserie (m) | Versuchsserie (m) | Versuchsserie (m) | Versuchsserie (m) | Versuchsserie (m) | Versuchsserie (m) | Versuchsserie (m) | Versuchsserie (m) | Versuchsserie (m) | Versuchsserie (m) |
| Platz | Athlet                | Land | Höhe (m) | 5,15              | 5,25              | 5,35              | 5,45              | 5,55              | 5,60              | 5,65              | 5,70              | 5,75              | 5,81              |
| 1     | Romain Mesnil         | FRA  | 5,70     | –                 | o                 | –                 | xo                | –                 | o                 | xx–               | o                 | –                 | xxx               |
| 2     | Giuseppe Gibilisco    | ITA  | 5,65     | –                 | –                 | –                 | o                 | –                 | xx–               | o                 | –                 | xxx               |                   |
| 3     | Mikka Latvala         | FIN  | 5,45     | –                 | –                 | xo                | o                 | xxx               |                   |                   |                   |                   |                   |
| 4     | Igor Pawlow           | RUS  | 5,45     | –                 | xxo               | o                 | xxx               |                   |                   |                   |                   |                   |                   |
| 5     | Denys Jurtschenko     | UKR  | 5,35     | –                 | –                 | xo                | –                 | xxx               |                   |                   |                   |                   |                   |
| 5     | Przemysław Czerwiński | POL  | 5,35     | –                 | –                 | xo                | –                 | xxx               |                   |                   |                   |                   |                   |
| 5     | Steven Lewis          | GBR  | 5,35     | o                 | –                 | xo                | –                 | xxx               |                   |                   |                   |                   |                   |
| 8     | Javier Gazol          | ESP  | 5,35     | xo                | o                 | xo                | xxx               |                   |                   |                   |                   |                   |                   |
| NMH   | Lars Börgeling        | GER  | ogV      | –                 | –                 | –                 | –                 | xxx               |                   |                   |                   |                   |                   |

Datum: 29. Juni

#### Weitsprung
| Platz | Athlet                 | Land | Weite (m) | Versuchsserie (m) | Versuchsserie (m) | Versuchsserie (m) | Versuchsserie (m) |
| Platz | Athlet                 | Land | Weite (m) | 1. Versuch        | 2. Versuch        | 3. Versuch        | 4. Versuch        |
| 1     | Andrew Howe            | GBR  | 8,29      | 7,70              | 8,16              | 8,29              | 8,04              |
| 2     | Salim Sdiri            | FRA  | 8,15      | 7,92              | 8,15              | 7,72              | 7,88              |
| 3     | Marcin Starzak         | POL  | 8,09      | x                 | 7,79              | 7,91              | 8,09              |
| 4     | Oleksij Lukaschewytsch | UKR  | 8,06      | 7,72              | 7,76              | 7,87              | 8,06              |
| 5     | Dimitri Sapinski       | RUS  | 7,82      | x                 | 7,31              | x                 | 7,82              |
| 6     | Oliver Koenig          | GER  | 7,70      | 7,70              | 7,47              | 7,52              | x                 |
| 7     | Alberto Sanz           | ESP  | 7,64      | 7,37              | 7,64              | 7,64              | x                 |
| 8     | Kennet Kastren         | FIN  | 7,50      | 6,81              | 7,50              | x                 | –                 |
| 9     | Greg Rutherford        | GBR  | 5,98      | 5,98              | x                 | 5,74              | x                 |

Datum: 28. Juni

#### Dreisprung
| Platz | Athlet              | Land | Weite (m) | Versuchsserie (m) | Versuchsserie (m) | Versuchsserie (m) | Versuchsserie (m) |
| Platz | Athlet              | Land | Weite (m) | 1. Versuch        | 2. Versuch        | 3. Versuch        | 4. Versuch        |
| 1     | Fabrizio Donato     | ITA  | 16,99     | 16,67             | 16,75             | 16,99             | 16,84             |
| 2     | Wiktor Jastrebow    | UKR  | 16,91     | 16,59             | 16,76             | 16,91             | 16,72             |
| 3     | Julien Kapek        | FRA  | 16,80     | 15,76             | 16,70             | 16,80             | x                 |
| 4     | Nathan Douglas      | GBR  | 16,62     | 16,62             | 15,30             | x                 | 15,16             |
| 5     | Thomas Moede        | GER  | 15,99     | 15,97             | 15,99             | x                 | 15,77             |
| 6     | Jacek Kazimierowski | POL  | 15,91     | 15,91             | x                 | x                 | x                 |
| 7     | Johan Meriluoto     | FIN  | 15,74     | 14,79             | 15,74             | x                 | 15,74             |
| 8     | Pere Joseph         | ESP  | 15,29     | x                 | 15,29             | 13,66             | x                 |
| DNS   | Daniil Burkenja     | RUS  |           |                   |                   |                   |                   |

Datum: 29. Juni

#### Kugelstoßen
| Platz | Athlet          | Land | Weite (m) | Versuchsserie (m) | Versuchsserie (m) | Versuchsserie (m) | Versuchsserie (m) |
| Platz | Athlet          | Land | Weite (m) | 1. Versuch        | 2. Versuch        | 3. Versuch        | 4. Versuch        |
| 1     | Pawel Sofjin    | RUS  | 20,59     | 20,24             | x                 | 19,94             | 20,59             |
| 2     | Manuel Martínez | ESP  | 20,58     | 20,58             | 20,12             | 20,21             | 20,49             |
| 3     | Ralf Bartels    | GER  | 20,43     | x                 | 20,43             | 20,28             | x                 |
| 4     | Carl Myerscough | GBR  | 20,23     | 19,39             | 20,23             | x                 | x                 |
| 5     | Jurij Bilonoh   | UKR  | 20,15     | 19,23             | 20,08             | 20,15             | x                 |
| 6     | Tomasz Majewski | POL  | 19,83     | x                 | 19,83             | 19,64             | x                 |
| 7     | Mika Vasara     | FIN  | 19,53     | 19,18             | 19,53             | 19,32             | x                 |
| 8     | Gaëtan Bucki    | FRA  | 18,93     | 18,90             | 18,93             | 18,49             | 18,54             |
| 9     | Marco Dodoni    | ITA  | 18,47     | 18,47             | 18,45             | x                 | x                 |

Datum: 28. Juni

#### Diskuswurf
| Platz | Athlet                  | Land | Weite (m) | Versuchsserie (m) | Versuchsserie (m) | Versuchsserie (m) | Versuchsserie (m) |
| Platz | Athlet                  | Land | Weite (m) | 1. Versuch        | 2. Versuch        | 3. Versuch        | 4. Versuch        |
| 1     | Piotr Małachowski       | POL  | 66,21     | 65,56             | x                 | 63,58             | 66,21             |
| 2     | Lars Riedel             | GER  | 63,47     | 63,47             | 62,22             | 60,56             | 63,28             |
| 3     | Mario Pestano           | ESP  | 62,35     | 57,68             | 62,35             | 62,22             | 61,10             |
| 4     | Hannes Kirchler         | ITA  | 61,88     | 61,79             | 59,07             | 61,82             | 61,88             |
| 5     | Carl Myerscough         | GBR  | 61,11     | 61,11             | 59,16             | 59,98             | x                 |
| 6     | Mikko Kyyrö             | FIN  | 60,70     | 60,66             | 58,78             | 58,49             | 60,70             |
| 7     | Bogdan Pischtschalnikow | RUS  | 60,59     | 59,69             | 60,44             | 57,41             | 60,59             |
| 8     | Jean-Claude Retel       | FRA  | 60,30     | 59,68             | 60,30             | 57,03             | 59,80             |
| 9     | Serhij Pruhlo           | UKR  | 58,69     | 58,69             | 58,62             | x                 | x                 |

Datum: 29. Juni

#### Hammerwurf
| Platz | Athlet                 | Land | Weite (m) | Versuchsserie (m) | Versuchsserie (m) | Versuchsserie (m) | Versuchsserie (m) |
| Platz | Athlet                 | Land | Weite (m) | 1. Versuch        | 2. Versuch        | 3. Versuch        | 4. Versuch        |
| 1     | Szymon Ziółkowski      | POL  | 79,31     | 76,83             | 77,20             | 78,91             | 79,31             |
| 2     | Andrij Skwaruk         | UKR  | 78,71     | 76,83             | 78,46             | 78,35             | 78,71             |
| 3     | Olli-Pekka Karjalainen | FIN  | 77,08     | 77,04             | 77,08             | x                 | 74,91             |
| 4     | Markus Esser           | GER  | 77,05     | 71,14             | 75,32             | 76,87             | 77,05             |
| 5     | Wadim Kersonzew        | RUS  | 76,35     | 72,12             | 72,93             | 73,53             | 76,35             |
| 6     | Christophe Épalle      | FRA  | 73,48     | 70,50             | x                 | 73,48             | 73,28             |
| 7     | Nicola Vizzoni         | ITA  | 73,33     | 73,03             | x                 | 73,33             | x                 |
| 8     | Andrew Frost           | GBR  | 69,95     | 65,53             | x                 | 69,95             | 68,78             |
| 9     | Moisés Campeny         | ESP  | 66,76     | 63,82             | 66,76             | 66,53             | 65,51             |

Datum: 28. Juni

#### Speerwurf
| Platz | Athlet             | Land | Weite (m) | Versuchsserie (m) | Versuchsserie (m) | Versuchsserie (m) | Versuchsserie (m) |
| Platz | Athlet             | Land | Weite (m) | 1. Versuch        | 2. Versuch        | 3. Versuch        | 4. Versuch        |
| 1     | Tero Pitkämäki     | FIN  | 85,30     | 80,49             | 78,39             | 85,30             | x                 |
| 2     | Sergei Makarow     | RUS  | 82,43     | 81,55             | 82,43             | 79,52             | x                 |
| 3     | Igor Janik         | POL  | 79,30     | 78,03             | 76,43             | 79,30             | 79,27             |
| 4     | Stefan Wenk        | GER  | 76,98     | 74,69             | x                 | 76,98             | 74,18             |
| 5     | Roman Awramenko    | UKR  | 73,94     | 73,91             | x                 | 73,94             | 71,22             |
| 6     | Nick Nieland       | GBR  | 73,26     | 73,26             | x                 | x                 | x                 |
| 7     | Gustavo Dacal      | ESP  | 72,20     | x                 | 72,20             | 72,16             | x                 |
| 8     | Berenguer Demerval | FRA  | 72,11     | 72,11             | 70,20             | 69,57             | 67,97             |
| 9     | Francesco Pignata  | ITA  | 71,45     | 71,45             | x                 | 70,86             | 69,27             |

Datum: 29. Juni

### Frauen

#### 100 m
| Platz | Athletin                | Land | Zeit (s) |
| ----- | ----------------------- | ---- | -------- |
| 1     | Julija Guschtschina     | RUS  | 11,13    |
| 2     | Joice Maduaka           | GBR  | 11,29    |
| 3     | Fabienne Beret-Martinel | FRA  | 11,35    |
| 4     | Glory Alozie            | ESP  | 11,40    |
| 5     | Marion Wagner           | GER  | 11,43    |
| 6     | Olena Tschebanu         | UKR  | 11,46    |
| 7     | Jenny Kallur            | SWE  | 11,49    |
| 8     | Daria Onyśko            | POL  | 11,53    |
| 9     | Viorica Țigău           | ROU  | 11,83    |

Datum: 28. Juni
Wind: +2,4 m/s
Die in diesem Wettbewerb erzielten Zeiten waren aufgrund des um 0,4 m/s über dem zulässigen Wert liegenden Rückenwinds nicht bestenlistenreif.

#### 200 m
| Platz | Athletin                | Land | Zeit (s) |
| ----- | ----------------------- | ---- | -------- |
| 1     | Olga Saizewa            | RUS  | 22,72    |
| 2     | Angela Moroșanu         | ROU  | 22,91    |
| 3     | Monika Bejnar           | POL  | 22,97    |
| 4     | Olena Tschebanu         | UKR  | 22,97    |
| 5     | Emma Green              | SWE  | 23,02    |
| 6     | Birgit Rockmeier        | GER  | 23,03    |
| 7     | Abiodun Oyepitan        | GBR  | 23,06    |
| 8     | Fabienne Beret-Martinel | FRA  | 23,28    |
| 9     | Belén Recio             | ESP  | 23,39    |

Datum: 29. Juni
Wind: +0,6 m/s

#### 400 m
| Platz | Athletin           | Land | Zeit (s) |
| ----- | ------------------ | ---- | -------- |
| 1     | Swetlana Pospelowa | RUS  | 50,77    |
| 2     | Nicola Sanders     | GBR  | 51,92    |
| 3     | Claudia Hoffmann   | GER  | 52,81    |
| 4     | Natalija Pyhyda    | UKR  | 53,27    |
| 5     | Zuzanna Radecka    | POL  | 53,32    |
| 6     | Beatrice Dahlgren  | SWE  | 54,20    |
| 7     | Phara Anacharsis   | FRA  | 54,24    |
| 8     | Maria Rus          | ROU  | 54,93    |
| 9     | Laia Forcadell     | ESP  | 54,97    |

Datum: 28. Juni

#### 800 m
| Platz | Athletin         | Land | Zeit (min) |
| ----- | ---------------- | ---- | ---------- |
| 1     | Swetlana Kljuka  | RUS  | 2:01,99    |
| 2     | Monika Gradzki   | GER  | 2:04,13    |
| 3     | Mayte Martínez   | ESP  | 2:04,16    |
| 4     | Aneta Lemiesz    | POL  | 2:04,21    |
| 5     | Virginie Fouquet | FRA  | 2:04,90    |
| 6     | Mihaela Neacșu   | ROU  | 2:07,09    |
| 7     | Therese Ahlepil  | SWE  | 2:08,13    |
| 8     | Rebecca Lyne     | GBR  | 2:11,04    |
| DNF   | Tetjana Petljuk  | UKR  |            |

Datum: 28. Juni

#### 1500 m
| Platz | Athletin            | Land | Zeit (min) |
| ----- | ------------------- | ---- | ---------- |
| 1     | Julija Tschischenko | RUS  | 4:14,39    |
| 2     | Latifa Essarokh     | FRA  | 4:14,76    |
| 3     | Natalija Tobias     | UKR  | 4:15,36    |
| 4     | Corina Dumbrăvean   | ROU  | 4:16,68    |
| 5     | Anna Jakubczak      | POL  | 4:17,09    |
| 6     | Antje Möldner       | GER  | 4:17,95    |
| 7     | Lisa Dobriskey      | GBR  | 4:18,13    |
| 8     | Irene Alfonso       | ESP  | 4:19,68    |
| 9     | Flo Jonsson         | SWE  | 4:20,91    |

Datum: 29. Juni

#### 3000 m
| Platz | Athletin              | Land | Zeit (min) |
| ----- | --------------------- | ---- | ---------- |
| 1     | Joanne Pavey          | GBR  | 8:52,54    |
| 2     | Olesja Syrewa         | RUS  | 8:58,27    |
| 3     | Justyna Lesman        | UKR  | 9:02,64    |
| 4     | Sabrina Mockenhaupt   | GER  | 9:05,20    |
| 5     | Hanan Farhoun         | FRA  | 9:08,32    |
| 6     | Tetjana Holowtschenko | UKR  | 9:15,09    |
| 7     | Sonia Bejarano        | ESP  | 9:30,07    |
| 8     | Corina Dumbrăvean     | ROU  | 9:39,26    |
| 9     | Anneli Fransson       | SWE  | 9:45,74    |

Datum: 28. Juni

#### 5000 m
| Platz | Athletin           | Land | Zeit (min) |
| ----- | ------------------ | ---- | ---------- |
| 1     | Lilija Schobuchowa | RUS  | 16:18,23   |
| 2     | Marta Domínguez    | ESP  | 16:25,21   |
| 3     | Natalija Berkut    | UKR  | 16:26,12   |
| 4     | Lidia Chojecka     | POL  | 16:28,47   |
| 5     | Irina Mikitenko    | GER  | 16:30,89   |
| 6     | Kathy Butler       | GBR  | 16:34,75   |
| 7     | Christelle Daunay  | FRA  | 16:42,60   |
| 8     | Adriana Pîrtea     | ROU  | 16:50,00   |
| 9     | Christin Johansson | SWE  | 16:50,80   |

Datum: 29. Juni

#### 100 m Hürden
| Platz | Athletin          | Land | Zeit (s) |
| ----- | ----------------- | ---- | -------- |
| 1     | Susanna Kallur    | SWE  | 12,69    |
| 2     | Kirsten Bolm      | GER  | 12,74    |
| 3     | Adrianna Lamalle  | FRA  | 12,90    |
| 4     | Sarah Claxton     | GBR  | 13,01    |
| 5     | Glory Alozie      | ESP  | 13,04    |
| 6     | Jewgenija Snihur  | UKR  | 13,08    |
| 7     | Irina Pepeljajewa | RUS  | 13,11    |
| 8     | Viorica Țigău     | ROU  | 13,36    |
| 9     | Kaja Tokarska     | POL  | 13,69    |

Datum: 29. Juni
Wind: +0,8 m/s

#### 400 m Hürden
| Platz | Athletin                       | Land | Zeit (s) |
| ----- | ------------------------------ | ---- | -------- |
| 1     | Tasha Danvers-Smith            | GBR  | 55,65    |
| 2     | Jewgenija Issakowa             | RUS  | 55,82    |
| 3     | Tetjana Tereschtschuk-Antipowa | UKR  | 55,87    |
| 4     | Angela Moroșanu                | ROU  | 55,99    |
| 5     | Anna Jesień                    | POL  | 56,74    |
| 6     | Erica Mårtensson               | SWE  | 57,68    |
| 7     | Cora Olivero                   | ESP  | 57,94    |
| 8     | Aurore Kassambara              | FRA  | 58,12    |
| 9     | Claudia Marx                   | GER  | 58,72    |

Datum: 28. Juni

#### 3000 m Hindernis
| Platz | Athlet                 | Land | Zeit (min) |
| ----- | ---------------------- | ---- | ---------- |
| 1     | Jelena Sidortschenkowa | RUS  | 09:45,73   |
| 2     | Rosa María Morató      | ESP  | 09:49,81   |
| 3     | Katarzyna Kowalska     | POL  | 09:56,10   |
| 4     | Élodie Olivarès        | FRA  | 09:57,15   |
| 5     | Ida Nilsson            | SWE  | 10:04,78   |
| 6     | Cristina Casandra      | ROU  | 10:08,08   |
| 7     | Tina Brown             | GBR  | 10:28,26   |
| 8     | Yuliya Ihnatova        | UKR  | 10:30,60   |
| 9     | Birte Bultmann         | GER  | 10:50,03   |

Datum: 29. Juni

#### 4 × 100 m Staffel
| Platz | Land           | Besetzung                                                                    | Zeit (s) |
| ----- | -------------- | ---------------------------------------------------------------------------- | -------- |
| 1     | Russland       | Natalia Rusakowa Julija Guschtschina Jekaterina Kondratjewa Larissa Kruglowa | 43,71    |
| 2     | Frankreich     | Adrianna Lamalle Fabienne Beret-Martinel Céline Distel Carima Louami         | 43,75    |
| 3     | Ukraine        | Olena Tschebanu Olena Sinjawina Iryna Schtanhjejewa Oksana Schtscherbak      | 43,86    |
| 4     | Schweden       | Emma Rienas Susanna Kallur Jenny Kallur Emma Green                           | 44,53    |
| 5     | Spanien        | Ruth Conde Belén Recio Claudia Troppa Glory Alozie                           | 44,87    |
| 6     | Polen          | Iwona Dorobisz Daria Onyśko Dorata Dydo Joanne Gabryelewicz                  | 44,90    |
| DNF   | Rumänien       | Viorica Țigău Angela Moroșanu Andreea Ogrăzeanu Livia Pruteanu               |          |
| DNF   | Großbritannien | Abiodun Oyepitan Joice Maduaka Laura Turner Jeanette Kwakye                  |          |
| DSQ   | Deutschland    | Katja Wakan Marion Wagner Birgit Rockmeier Verena Sailer                     |          |

Datum: 28. Juni

#### 4 × 400 m Staffel
| Platz | Land           | Besetzung                                                                | Zeit (min) |
| ----- | -------------- | ------------------------------------------------------------------------ | ---------- |
| 1     | Russland       | Jelena Migunowa Olga Saizewa Tatjana Weschkurowa Natalja Antjuch         | 3:23,51    |
| 2     | Polen          | Zuzanna Radecka Monika Bejnar Małgorzata Pskit Grażyna Prokopek          | 3:26,60    |
| 3     | Großbritannien | Helen Karagounis Nicola Sanders Melanie Purkiss Lee McConnell            | 3:26,98    |
| 4     | Deutschland    | Korinna Fink Anja Pollmächer Claudia Marx Claudia Hoffmann               | 3:28,86    |
| 5     | Ukraine        | Kseniya Karandyuk Oksana Iljuschkina Oksana Schtscherbak Natalija Pyhyda | 3:32,87    |
| 6     | Frankreich     | Virginie Michanol Thélia Sigère Aurore Kassambara Phara Anacharsis       | 3:32,95    |
| 7     | Schweden       | Beatrice Dahlgren Emma Björkman Emma Agerbjer Lena Aruhn                 | 3:34,81    |
| 8     | Rumänien       | Iuliana Popescu Mihaela Neacșu Alina Rîpanu Angela Moroșanu              | 3:35,41    |
| 9     | Spanien        | Belén Recio Cora Olivero Laia Forcadell Begoña Garrido                   | 3:37,07    |

Datum: 29. Juni

#### Hochsprung
| Platz | Athletin            | Land | Höhe (m) | Versuchsserie (m) | Versuchsserie (m) | Versuchsserie (m) | Versuchsserie (m) | Versuchsserie (m) | Versuchsserie (m) | Versuchsserie (m) | Versuchsserie (m) | Versuchsserie (m) |
| Platz | Athletin            | Land | Höhe (m) | 1,70              | 1,75              | 1,80              | 1,85              | 1,89              | 1,92              | 1,95              | 1,97              | 1,99              |
| 1     | Kajsa Bergqvist     | SWE  | 1,97     | –                 | –                 | –                 | o                 | o                 | xo                | xo                | xo                | xxx               |
| 2     | Ruth Beitia         | ESP  | 1,95     | –                 | o                 | o                 | o                 | o                 | xo                | xo                | xx–               | x                 |
| 3     | Anna Tschitscherowa | RUS  | 1,92     | –                 | –                 | o                 | o                 | o                 | o                 | xxx               |                   |                   |
| 4     | Iryna Kowalenko     | UKR  | 1,89     | –                 | o                 | o                 | o                 | o                 | xxx               |                   |                   |                   |
| 5     | Julia Hartmann      | GER  | 1,89     |                   | –                 | o                 | o                 | o                 | xo                | xxx               |                   |                   |
| 6     | Melanie Skotnik     | FRA  | 1,89     | –                 | –                 | o                 | xo                | xxo               | xxx               |                   |                   |                   |
| 7     | Julie Crane         | GBR  | 1,85     | –                 | o                 | o                 | o                 | xxx               |                   |                   |                   |                   |
| 8     | Marta Borkowska     | POL  | 1,80     | o                 | o                 | o                 | xxx               |                   |                   |                   |                   |                   |
| 8     | Oana Pantelimon     | ROU  | 1,80     | –                 | –                 | o                 | xxx               |                   |                   |                   |                   |                   |

Datum: 29. Juni

#### Stabhochsprung
| Platz | Athletin           | Land | Höhe (m) | Versuchsserie (m) | Versuchsserie (m) | Versuchsserie (m) | Versuchsserie (m) | Versuchsserie (m) | Versuchsserie (m) | Versuchsserie (m) | Versuchsserie (m) | Versuchsserie (m) | Versuchsserie (m) | Versuchsserie (m) | Versuchsserie (m) | Versuchsserie (m) | Versuchsserie (m) |
| Platz | Athletin           | Land | Höhe (m) | 3,90              | 4,10              | 4,20              | 4,30              | 4,40              | 4,50              | 4,55              | 4,60              | 4,65              | 4,70              | 4,75              | 4,80              | 4,85              |                   |
| 1     | Monika Pyrek       | POL  | 4,75     | –                 | –                 | –                 | o                 | –                 | xo                | o                 | o                 | o                 | xxo               | xo                | –                 | xxx               |                   |
| 2     | Vanessa Boslak     | FRA  | 4,70     | –                 | xo                | –                 | o                 | –                 | o                 | –                 | xo                | –                 | xo                | xx–               | x                 |                   |                   |
| 3     | Anastasija Ryzih   | GER  | 4,55     | –                 | o                 | –                 | o                 | o                 | xxo               | o                 | xx–               | x                 |                   |                   |                   |                   |                   |
| 4     | Naroa Agirre       | ESP  | 4,50     | o                 | o                 | o                 | o                 | xxo               | xxo               | xxx               |                   |                   |                   |                   |                   |                   |                   |
| 5     | Kate Dennison      | GBR  | 4,10     | o                 | o                 | xxx               |                   |                   |                   |                   |                   |                   |                   |                   |                   |                   |                   |
| 6     | Linda Persson      | SWE  | 4,10     | xo                | xxo               | xxx               |                   |                   |                   |                   |                   |                   |                   |                   |                   |                   |                   |
| 7     | Lyudmyla Vaylenko  | UKR  | 3,90     | o                 | xxx               |                   |                   |                   |                   |                   |                   |                   |                   |                   |                   |                   |                   |
| NMH   | Swetlana Feofanowa | RUS  | ogV      | –                 | –                 | –                 | xxx               |                   |                   |                   |                   |                   |                   |                   |                   |                   |                   |

Datum: 28. Juni
Wie schon bei den Europacupwettbewerben 2002, 2003 und 2005 stellte Rumänien in diesem Wettbewerb keine Teilnehmerin.

#### Weitsprung
| Platz | Athletin                 | Land | Weite (m) | Versuchsserie (m) | Versuchsserie (m) | Versuchsserie (m) | Versuchsserie (m) |
| Platz | Athletin                 | Land | Weite (m) | 1. Versuch        | 2. Versuch        | 3. Versuch        | 4. Versuch        |
| 1     | Tatjana Kotowa           | RUS  | 6,67      | 6,31              | 6,67              | 6,39              | 6,34              |
| 2     | Eunice Barber            | FRA  | 6,61      | 6,56              | 6,43              | 6,31              | 6,61              |
| 3     | Daniela Lincoln-Saavedra | SWE  | 6,55      | x                 | 6,41              | 6,47              | 6,55              |
| 4     | Adina Anton              | ROU  | 6,51      | 6,51              | 6,05              | 6,30              | x                 |
| 5     | Kelly Sotherton          | GBR  | 6,50      | x                 | 6,50              | 6,39              | 6,43              |
| 6     | Małgorzata Trybańska     | POL  | 6,49      | 6,24              | x                 | 6,49              | 6,40              |
| 7     | Viktoriya Molchanova     | UKR  | 6,47      | 6,15              | 6,22              | 6,47              | x                 |
| 8     | Concepción Montaner      | ESP  | 6,35      | 6,10              | 6,35              | 6,26              | 6,31              |
| 9     | Claudia Tonn             | GER  | 6,19      | 6,08              | x                 | 6,19              | 6,14              |

Datum: 29. Juni

#### Dreisprung
| Platz | Athletin           | Land | Weite (m) | Versuchsserie (m) | Versuchsserie (m) | Versuchsserie (m) | Versuchsserie (m) |
| Platz | Athletin           | Land | Weite (m) | 1. Versuch        | 2. Versuch        | 3. Versuch        | 4. Versuch        |
| 1     | Olha Saladucha     | UKR  | 14,10     | 13,80             | 13,72             | 14,10             | 12,01             |
| 2     | Wiktorija Gurowa   | RUS  | 14,06     | 14,06             | x                 | x                 | 14,03             |
| 3     | Adelina Gavrilă    | ROU  | 14,00     | 13,85             | 14,00             | 13,75             | 13,63             |
| 4     | Camilla Johansson  | SWE  | 13,75     | 13,31             | 13,57             | 13,26             | 13,75             |
| 5     | Carlota Castrejana | ESP  | 13,68     | 13,68             | x                 | x                 | x                 |
| 6     | Aleksandra Fila    | POL  | 13,65     | 12,68             | 13,49             | 13,08             | 13,65             |
| 7     | Theresa N’zola     | FRA  | 13,24     | 13,05             | 13,02             | 13,17             | 13,24             |
| 8     | Katja Pobanz       | GER  | 12,99     | 12,57             | 12,99             | 12,87             | x                 |
| 9     | Nadia Williams     | GBR  | 12,55     | 11,89             | 12,52             | 12,55             | 12,55             |

Datum: 28. Juni

#### Kugelstoßen
| Platz | Athletin             | Land | Weite (m) | Versuchsserie (m) | Versuchsserie (m) | Versuchsserie (m) | Versuchsserie (m) |
| Platz | Athletin             | Land | Weite (m) | 1. Versuch        | 2. Versuch        | 3. Versuch        | 4. Versuch        |
| 1     | Petra Lammert        | GER  | 19,36     | 18,80             | x                 | 18,67             | 19,36             |
| 2     | Irina Chudoroschkina | RUS  | 18,29     | 17,44             | 18,29             | 16,28             | 18,16             |
| 3     | Krystyna Zabawska    | POL  | 17,78     | 17,78             | 17,64             | x                 | x                 |
| 4     | Laurence Manfrédi    | FRA  | 16,85     | 16,39             | x                 | 16,85             | 16,81             |
| 5     | Martína de la Puente | ESP  | 16,57     | 15,85             | 15,97             | x                 | 16,57             |
| 6     | Tetjana Nasonowa     | UKR  | 16,55     | 16,55             | x                 | 16,37             | x                 |
| 7     | Jo Duncan            | GBR  | 16,48     | 16,48             | 16,15             | x                 | 15,60             |
| 8     | Anca Heltne          | ROU  | 16,17     | 15,85             | 15,75             | 15,92             | 16,17             |
| 9     | Helena Engman        | SWE  | 16,04     | x                 | 15,88             | 15,65             | 16,04             |

Datum: 29. Juni

#### Diskuswurf
| Platz | Athletin                | Land | Weite (m) | Versuchsserie (m) | Versuchsserie (m) | Versuchsserie (m) | Versuchsserie (m) |
| Platz | Athletin                | Land | Weite (m) | 1. Versuch        | 2. Versuch        | 3. Versuch        | 4. Versuch        |
| 1     | Franka Dietzsch         | GER  | 65,54     | x                 | 63,83             | 65,54             | 63,20             |
| 2     | Darja Pischtschalnikowa | RUS  | 64,24     | 58,10             | 60,14             | 58,14             | 64,24             |
| 3     | Nicoleta Grasu          | ROU  | 61,91     | 57,97             | 61,91             | 61,07             | 60,86             |
| 4     | Wioletta Potępa         | POL  | 60,94     | 59,80             | x                 | 60,94             | x                 |
| 5     | Anna Söderberg          | SWE  | 60,68     | 59,14             | 58,94             | 60,68             | x                 |
| 6     | Olena Antonowa          | UKR  | 59,60     | 58,93             | x                 | 59,60             | 56,74             |
| 7     | Mélina Robert-Michon    | FRA  | 55,56     | 55,56             | 54,23             | x                 | 51,40             |
| 8     | Irache Quintanal        | ESP  | 52,68     | 52,52             | 52,68             | x                 | x                 |
| 9     | Zoe Derham              | GBR  | 26,02     | x                 | 26,02             | r                 |                   |

Datum: 28. Juni
Um in diesem Wettbewerb einen Punkt für Großbritannien zu retten, trat Zoe Derham – Spezialistin im Hammerwurf – an, bis sie einen gültigen Wurf und damit einen Punkt erzielt hatte.

#### Hammerwurf
| Platz | Athletin           | Land | Weite (m) | Versuchsserie (m) | Versuchsserie (m) | Versuchsserie (m) | Versuchsserie (m) |
| Platz | Athletin           | Land | Weite (m) | 1. Versuch        | 2. Versuch        | 3. Versuch        | 4. Versuch        |
| 1     | Tatjana Lyssenko   | RUS  | 76,50     | 74,50             | 76,50             | 75,34             | x                 |
| 2     | Kamila Skolimowska | POL  | 68,16     | 68,16             | x                 | x                 | x                 |
| 3     | Iryna Sekatschowa  | UKR  | 67,96     | x                 | x                 | x                 | 67,96             |
| 4     | Mihaela Melinte    | ROU  | 67,25     | 67,25             | 63,97             | 66,87             | 62,66             |
| 5     | Berta Castells     | ESP  | 65,93     | 64,26             | 60,23             | 64,70             | 65,93             |
| 6     | Amélie Perrin      | FRA  | 65,80     | 61,12             | 65,23             | 65,80             | x                 |
| 7     | Cecilia Nilsson    | SWE  | 64,36     | 64,36             | x                 | 64,36             | x                 |
| 8     | Zoe Derham         | GBR  | 61,62     | x                 | 12,37             | 61,62             | x                 |
| DNS   | Betty Heidler      | GER  |           |                   |                   |                   |                   |

Datum: 29. Juni

#### Speerwurf
| Platz | Athletin          | Land | Weite (m) | Versuchsserie (m) | Versuchsserie (m) | Versuchsserie (m) | Versuchsserie (m) |
| Platz | Athletin          | Land | Weite (m) | 1. Versuch        | 2. Versuch        | 3. Versuch        | 4. Versuch        |
| 1     | Barbara Madejczyk | POL  | 64,08     | 60,34             | 60,47             | 62,90             | 64,08             |
| 2     | Felicia Moldovan  | ROU  | 60,49     | 60,49             | x                 | x                 | x                 |
| 3     | Mercedes Chilla   | ESP  | 60,22     | 57,41             | 58,76             | x                 | 60,22             |
| 4     | Lada Tschernowa   | RUS  | 59,87     | 59,00             | 59,87             | x                 | x                 |
| 5     | Annika Suthe      | GER  | 59,27     | 55,89             | 59,27             | x                 | x                 |
| 6     | Olha Iwankowa     | UKR  | 58,70     | 57,30             | 51,59             | 56,36             | 58,70             |
| 7     | Goldie Sayers     | GBR  | 56,75     | 55,29             | 56,75             | x                 | 56,63             |
| 8     | Sarah Walter      | FRA  | 56,71     | x                 | 56,70             | 56,71             | 56,06             |
| 9     | Annika Petersson  | SWE  | 56,08     | 56,08             | 52,36             | 52,54             | 53,31             |

Datum: 28. Juni

## Videolinks
- European Cup 2006, youtube.com, abgerufen am 19. März 2024
- European Cup 2006 Athletic event in Novi Sad, youtube.com, abgerufen am 19. März 2024

## Einzelnachweis
1. ↑  XXVII European Cup Bruno Zauli, sport-olympic.gr (englisch), abgerufen am 19. März 2024